# Luca Strizzolo
Luca Strizzolo (Udine, 29 aprile 1992) è un calciatore italiano, attaccante del Modena.

## Caratteristiche tecniche
Gioca come centravanti ed è soprattutto abile nel gioco aereo.

## Carriera

### Club
Cresciuto calcisticamente nelle giovanili del Pordenone, fa il suo debutto nella stagione 2009-2010 con la prima squadra giocando in Serie D all'età di 17 anni. Per la stagione 2010-2011 si trasferisce in prestito giocando nella primavera del Novara, dove disputa 21 incontri segnando 10 reti. Nell'estate 2011 passa a titolo definitivo al Pisa. Nel gennaio 2013 passa in prestito per sei mesi al Treviso. Il 20 agosto 2013 si trasferisce con la formula del prestito stagionale alla Real Vicenza. L'8 agosto 2014 passa alla Lucchese. Nell'estate 2015 viene ingaggiato dal Pordenone facendo così ritorno dopo qualche anno, nella società friulana. Rimasto svincolato a fine stagione, firma il 10 giugno 2016 un contratto biennale con il Cittadella.
Fa il suo esordio in Serie B il 3 settembre seguente, nella partita giocata in casa contro la Ternana. Il 10 settembre segna la sua prima rete in maglia granata nella partita vinta 5-1 in trasferta contro la Pro Vercelli.Il 22 gennaio 2019 viene ceduto alla Cremonese.. Il 7 aprile successivo, realizza le sue prime reti con la maglia grigiorossa, siglando una doppietta nella vittoria per 2-0 in casa dei lombardi contro il Lecce. Il 12 luglio del 2019 passa in prestito con diritto di riscatto al Pordenone, tornando a giocare nella società friulana dopo tre anni. Il 21 settembre successivo, segna la sua prima rete con la maglia dei neroverdi, realizzando il gol del momentaneo pareggio in casa del Livorno. Il 15 dicembre dello stesso anno, realizza la sua prima doppietta con i ramarri, nella vittoria per 2-1 in trasferta contro il Cosenza.
Il 18 agosto 2022 passa in prestito al Perugia. Dieci giorni dopo segna il primo gol con gli umbri, nella sconfitta casalinga col Bari per 1-3. 
Il 10 gennaio 2023 il prestito viene risolto, e contestualmente viene ceduto a titolo temporaneo al Modena. Quattro giorni dopo va subito a segno nell'esordio con i canarini, nella sconfitta per 2-1 in casa del Frosinone. Il 17 luglio successivo, dopo un breve ritorno a Cremona, diventa un nuovo giocatore del Modena a titolo definitivo.
Il 30 agosto 2024 passa in prestito con diritto di riscatto al Cosenza. Il 15 settembre segna la sua prima rete, decidendo la vittoriosa sfida contro la Sampdoria (2-1).
Il 3 febbraio 2025 risolve il contratto con la squadra calabrese per poi passare in prestito con obbligo di riscatto condizionato alla Triestina, in Serie C.

## Statistiche

### Presenze e reti nei club
Statistiche aggiornate al 10 maggio 2025.
| Stagione          | Squadra           | Campionato        | Campionato | Campionato | Coppe nazionali | Coppe nazionali | Coppe nazionali | Coppe continentali | Coppe continentali | Coppe continentali | Altre coppe | Altre coppe | Altre coppe | Totale | Totale |
| Stagione          | Squadra           | Comp              | Pres       | Reti       | Comp            | Pres            | Reti            | Comp               | Pres               | Reti               | Comp        | Pres        | Reti        | Pres   | Reti   |
| ----------------- | ----------------- | ----------------- | ---------- | ---------- | --------------- | --------------- | --------------- | ------------------ | ------------------ | ------------------ | ----------- | ----------- | ----------- | ------ | ------ |
| 2009-2010         | Pordenone         | D                 | 21         | 4          | CI-D            | ?               | 0               | -                  | -                  | -                  | -           | -           | -           | 21     | 4      |
| 2010-2011         | Novara            | B                 | -          | -          | CI              | 0               | 0               | -                  | -                  | -                  | -           | -           | -           | 0      | 0      |
| 2011-2012         | Pisa              | 1D                | 22         | 1          | CI+CI-LP        | 2+5             | 0+1             | -                  | -                  | -                  | -           | -           | -           | 29     | 2      |
| 2012.-gen. 2013   | Pisa              | 1D                | 1          | 0          | CI+CI-LP        | 1+4             | 0+1             | -                  | -                  | -                  | -           | -           | -           | 6      | 1      |
| gen.-giu. 2013    | Treviso           | PD                | 13         | 1          | CI-LP           | -               | -               | -                  | -                  | -                  | -           | -           | -           | 13     | 1      |
| ago. 2013         | Pisa              | 1D                | -          | -          | CI              | 1               | 0               | -                  |                    | -                  | -           | -           | -           | 1      | 0      |
| Totale Pisa       | Totale Pisa       | Totale Pisa       | 23         | 1          |                 | 13              | 2               |                    | -                  | -                  |             | -           | -           | 36     | 3      |
| set. 2013-2014    | Real Vicenza      | 2D                | 23         | 6          | CI-LP           | 3               | 1               | -                  | -                  | -                  | -           | -           | -           | 26     | 7      |
| 2014-2015         | Lucchese          | LP                | 22         | 0          | CI-LP           | 2               | 0               | -                  | -                  | -                  | -           | -           | -           | 24     | 0      |
| 2015-2016         | Pordenone         | LP                | 30+2       | 9+0        | CI-LP           | 1               | 0               | -                  | -                  | -                  | -           | -           | -           | 33     | 9      |
| 2016-2017         | Cittadella        | B                 | 30         | 7          | CI              | 1               | 0               | -                  | -                  | -                  | -           | -           | -           | 31     | 7      |
| 2017-2018         | Cittadella        | B                 | 27+3       | 4+0        | CI              | -               | -               | -                  | -                  | -                  | -           | -           | -           | 30     | 4      |
| 2018-gen. 2019    | Cittadella        | B                 | 15         | 4          | CI              | 2               | 0               | -                  | -                  | -                  | -           | -           | -           | 17     | 4      |
| Totale Cittadella | Totale Cittadella | Totale Cittadella | 72+3       | 15         |                 | 3               | 0               |                    | -                  | -                  |             | -           | -           | 78     | 15     |
| gen.-giu. 2019    | Cremonese         | B                 | 15         | 2          | CI              | -               | -               | -                  | -                  | -                  | -           | -           | -           | 15     | 2      |
| 2019-2020         | Pordenone         | B                 | 28+1       | 8+0        | CI              | 1               | 0               | -                  | -                  | -                  | -           | -           | -           | 30     | 8      |
| Totale Pordenone  | Totale Pordenone  | Totale Pordenone  | 79+3       | 21         |                 | 2               | 0               |                    | -                  | -                  |             | -           | -           | 84     | 21     |
| 2020-2021         | Cremonese         | B                 | 26         | 7          | CI              | 2               | 0               | -                  | -                  | -                  | -           | -           | -           | 28     | 7      |
| 2021-2022         | Cremonese         | B                 | 22         | 4          | CI              | 1               | 0               | -                  | -                  | -                  | -           | -           | -           | 23     | 4      |
| Totale Cremonese  | Totale Cremonese  | Totale Cremonese  | 63         | 13         |                 | 3               | 0               |                    | -                  | -                  |             | -           | -           | 66     | 13     |
| 2022-gen. 2023    | Perugia           | B                 | 15         | 3          | CI              | -               | -               | -                  | -                  | -                  | -           | -           | -           | 15     | 3      |
| gen.-giu. 2023    | Modena            | B                 | 17         | 5          | CI              | -               | -               | -                  | -                  | -                  | -           | -           | -           | 17     | 5      |
| 2023-2024         | Modena            | B                 | 26         | 6          | CI              | 0               | 0               | -                  | -                  | -                  | -           | -           | -           | 26     | 6      |
| Totale Modena     | Totale Modena     | Totale Modena     | 43         | 11         |                 | 0               | 0               |                    | -                  | -                  |             | -           | -           | 43     | 11     |
| 2024-feb. 2025    | Cosenza           | B                 | 16         | 1          | CI              | -               | -               | -                  | -                  | -                  | -           | -           | -           | 16     | 1      |
| feb.-giu. 2025    | Triestina         | C                 | 10+1       | 1+0        | CI-C            | -               | -               | -                  | -                  | -                  | -           | -           | -           | 11     | 1      |
| Totale carriera   | Totale carriera   | Totale carriera   | 379+7      | 73         |                 | 26              | 3               |                    | -                  | -                  |             | -           | -           | 412    | 76     |